# Jacques Dominique Huin
Jacques-Dominique Huin ou Huyn ou Huÿn, né le 17 octobre 1738 à Nancy (Lorraine), mort le 6 janvier 1818 à Nancy (Meurthe), est un général de brigade de la Révolution française.

## États de service
Il entre en service le 23 février 1756, comme gendarme dans la compagnie des gendarmes anglais, et il en sort le 3 mars 1758. Le 19 avril 1758, il devient cornette au régiment Royal-Navarre cavalerie, et il est nommé lieutenant le 21 avril 1763.
Le 24 novembre 1764, il passe prévôt général de maréchaussée, et il est nommé lieutenant-colonel de cavalerie et prévôt général de la maréchaussée de Lorraine et du Barrois (10e compagnie) le 5 février 1770. De 1780 à 1783, il est employé à la Grenade pour le service du Roi. il est fait chevalier de Saint-Louis en 1786.
Le 18 mai 1791, il reçoit son brevet de colonel commandant la 9e de la gendarmerie nationale, et il est promu maréchal de camp le 15 juillet 1792. Il est réformé le 4 février 1793, et il obtient une pension de 4 575 francs le 30 avril 1793. Il est arrêté en avril suivant comme suspect, « persécuteur de patriote et corrupteur de l’esprit publics » . Il est libéré en décembre 1794.
Il est le beau-père de Mathieu de Dombasle.
Il meurt le 6 janvier 1818, à Nancy.

## Sources
- (en) « Generals Who Served in the French Army during the Period 1789 - 1814: Eberle to Exelmans »
- Jacques Dominique Huyn  sur roglo.eu
- Côte S.H.A.T.: 4 YD 3890
- Jacques Dominique Huyn sur Archives nationales d’outre-mer
- Georges Six, Dictionnaire biographique des généraux & amiraux français de la Révolution et de l'Empire (1792-1814), Paris : Librairie G. Saffroy, 1934, 2 vol., p. 582